# Il Pumminale
Il Pumminale è un singolo del 2016 del cantautore e musicista italiano Vinicio Capossela contenuto nell'album Canzoni della cupa.

## La canzone
Vinicio Capossela in Il Pumminale guida l'ascoltatore nelle radici più profonde della cultura irpina e nelle doppie anime dell'uomo che rappresentano la doppiezza e le contraddizioni della realtà. La canzone è legata alla leggenda del lupo mannaro ancorata nelle più antiche tradizioni campane. La tradizione tramanda che la trasformazione in lupo mannaro è il castigo che gli uomini nati nella notte di Natale devono subire per essere nati la stessa notte di Cristo; per tutta la vita essi si trasformeranno in lupi mannari ogni venerdì notte da marzo all'ultimo venerdì prima della notte di Natale. Capossela, ricreando un ambiente magico, ripercorre nel brano il tema della doppiezza che porta all'eterno confronto fra realtà e magia, storia e leggenda, bene e male.

## Video
Il video è stato girato dal regista Lech Kowalski. Il video fa vedere Vinicio Capossela che suona il pianoforte, mentre lui stesso rappresenta "Mastro Giuseppe", colui che si trasformerà in un maiale (il Pumminale) nella notte di Natale. A metà video si vede delle donne rappresentanti masciare (streghe buone nella tradizione popolare) che danzano e si divertono guardando il mostro che si trasforma. Dopo questa scena si vede di nuovo Vinicio Capossela suonare il pianoforte mentre le masciare continuano a ballare e a divertirsi. Questo video si definisce short movie per la lunga durata del videoclip (14 minuti circa).

## Formazione
- Vinicio Capossela: voce, pianoforte
- Alessandro "Asso" Stefana: baglamas
- Fabrice Martinez: violino
- Vincenzo Vasi: basso
- Francesco Arcuri: sega, kalimba